# Dương Thụy
Dương Thụy (sinh năm 1975) là nhà văn nữ của Việt Nam, được biết đến qua những bài viết trên báo Hoa Học Trò và hiện nay là cây bút khá nổi bật trên văn đàn Việt Nam. Cô đã trở thành nhà văn trẻ hàng best-seller, kể từ khi xuất bản cuốn tiểu thuyết đầu tay Oxford thương yêu và tập truyện ngắn Cáo già, gái già và tiểu thuyết diễm tình cùng hàng loạt các tác phẩm sau này.

## Tiểu sử
Dương Thụy sinh năm 1975 tại Sài Gòn, tên thật là Dương Thụy Phương Khanh. Sinh trưởng trong một gia đình hiếu học, có năng khiếu viết văn và sở thích viết văn nên Dương Thụy đã đến với đọc giả lứa tuổi thanh thiếu niên qua truyện ngắn "Búp bê băng giá" khi tác giả còn là học sinh lớp 10 trường Trung học phổ thông Lê Quý Đôn (Thành phố Hồ Chí Minh).
Các trường học đã qua:
- Năm 1990-1993: Trường Trung học phổ thông Lê Quý Đôn.
- Năm 1993-1997: Trường Đại học Khoa học Xã hội và Nhân văn thành phố Hồ Chí Minh, tốt nghiệp cử nhân văn chương Pháp.
- Năm 1997-1999: Trung tâm Pháp-Việt, tốt nghiệp Thạc sĩ MBA.
- Năm 2001-2002: Du học tại Trường Đại học Lìege - Bỉ, tốt nghiệp Thạc sĩ quản trị kinh doanh hệ cao học.
- Hiện tại chị là Giám đốc truyền thông - Đối ngoại của tập đoàn dược phẩm Sanofi-Anentis tại Việt Nam..
- Chị hiện làm việc cho công ty bất động sản CAPITALAND

Dương Thụy từng là phóng viên báo Hoa Học Trò và là nhà văn cùng thời với Hải Miên, Phan Hồn Nhiên, Trang Hạ... Chị kết hôn với anh Võ Sáng Xuân Vinh, Tổng Giám đốc Saigon Capital và có một cô con gái tên là Võ Sáng Phương An, một cậu con trai tên là Võ Sáng Phương Long.

## Tác phẩm
Dương Thụy hiện là một cây bút nữ có tiếng ở trong nước. Chị nổi tiếng với tác phẩm "Oxford thương yêu" với mức tái bản trong hai năm là mười lần, với tổng đầu sách là 41.500 bản. Có thể nói Dương Thụy là một nhà văn tiêu biểu cho thế hệ thập niên 1970.
- Năm 1997: Dấu lặng trong điệp khúc (Nhà xuất bản Văn Nghệ).
- Năm 1999: Người thổi kèn (Nhà xuất bản Kim Đồng).
- Năm 2002: Hai người đến từ phương xa (Nhà xuất bản Kim Đồng).
- Năm 2003: Con gái Sài Gòn (Nhà xuất bản Trẻ).
- Năm 2004: Cắt đuôi (Nhà xuất bản Kim Đồng).
- Năm 2004: Bồ câu chung mái vòm (Nhà xuất bản Trẻ).
- Năm 2005: Hành trình của những người trẻ (Nhà xuất bản Trẻ).
- Năm 2007: Oxford thương yêu (Nhà xuất bản Trẻ). Best seller trong một năm đầu xuất bản, làm rung động hàng ngàn con tim Việt Nam. Tái bản 14 lần, gần 55000 bản đã được bán ra.
- Năm 2008: Cáo già, gái già và tiểu thuyết diễm tình (Nhà xuất bản Trẻ). Tái bản tổng cộng 6 lần (trong đó đã tái bản lần thứ nhất với 3.000 cuốn sau chưa đầy một tháng phát hành).
- Năm 2009: Venise và những cuộc tình Gondola (Nhà xuất bản Trẻ). sách này hiện tái bản lần 6, đổi bìa nhìn rất đẹp.
- Năm 2010: Nhắm mắt thấy Paris (Nhà xuất bản Trẻ). Best seller, chỉ 4 ngày đã in tái bản 5.000 cuốn, nay sách này đã tái bản lần 4, đổi bìa thay giá.. Trong năm này, chị cũng cho ra mắt quyển "Hè của cô bé mất gốc" (Nhà xuất bản KIM ĐỒNG)
- Năm 2011: Trả lại nụ hôn (Nhà xuất bản TRẺ). Vừa in ra chỉ một tuần đã tái bản lần 1, in 3000 cuốn và sau đó lại tái bản lần 2 in 5000 cuốn, tổng cộng 11000 cuốn đã được bán ra thị trường.
- Tháng 10 năm 2011, quyển sách Oxford thương yêu nổi tiếng của chị có phiên bản tiếng Anh, do nhà xuất bản Trẻ ấn hành, giá bìa 98000 đồng một quyển dành cho những ai yêu thích tác phẩm này và thích đọc bằng tiếng Anh.
- Ngày 19 tháng 3 năm 2012, quyển tiểu thuyết thứ ba của chị ra đời, "Cung đường vàng nắng" trở thành hiện tượng trong hội sách TP. HCM, chỉ trong 3 ngày đầu hội sách, quyển sách này đã được bán ra 10000 bản, sau đó nhanh chóng tái bản thêm 2 lần.

Ngoài ra còn có nhiều truyện ngắn, bài viết được đăng trên các báo, tạp chí như: báo Sài Gòn Giải Phóng, báo Tuổi Trẻ, báo Thanh Niên, báo Sinh viên Việt Nam, và các truyện được in trong các quyển tuyển tập khác.

## Giải thưởng văn học
- Năm 1999: Giải Nhì "Hương Đầu Mùa" báo Sinh Viên Việt Nam.
- Năm 2004: Giải Nhì "Truyện ngắn hay năm 2004" báo Tiếp thị và Gia đình.
- Năm 2005: Giải Ba "Văn học tuổi hai mươi"- xuất bản%20Trẻ Nhà xuất bản Trẻ[liên kết hỏng].
- Tháng 3 năm 2011, nhân kỷ niệm 30 năm ngày thành lập Nhà xuất bản Trẻ, nhà văn Dương Thụy được Chủ tịch Ủy ban nhân dân Thành phố Hồ Chí Minh tặng bằng khen.

## Nhận định về tác giả và tác phẩm
- Dương Thụy, cây bút có thể nói là "100% TP.HCM" (vì sinh đúng năm 1975 tại đúng thành phố vừa được đổi tên là TP.HCM), có đủ điều kiện để viết Oxford thương yêu. Những khóa du học dài hạn và ngắn hạn tại Bỉ, Pháp, Anh... không chỉ giúp cô trở thành một trong số ít cây bút trẻ có vốn tri thức dày dặn mà còn đủ vốn sống về mảng đề tài mà các nhà văn trong nước rất khó đụng đến: cuộc sống của giới sinh viên Việt ở châu Âu.[1]
- Dương Thụy...., cầm bút từ lúc còn học trung học với lối viết "dễ thương nhưng tỉnh táo đầy lý trí".[2]
- Dương Thụy là người đơn giản, vui vẻ và hóm hỉnh, hệt như truyện ngắn của cô. Cô tự nhiên và duyên dáng, văn cô cũng tự nhiên và duyên dáng.
- Nhà văn Phan Hồn Nhiên đã nhận xét: "Dương Thụy giữ một thái độ sáng suốt, soi chiếu nhân vật một cách công bằng và chẳng ngại ngần mà không nói thẳng tận cùng bản chất. Từ một anh sếp Tây biết làm việc, biết hưởng thụ, biết cách tranh thủ tình cảm các nhân viên Việt một cách láu lỉnh, cho đến cô gái trẻ lãng mạn, xao lòng nhưng luôn cố gắng "bóp thắng" đúng lúc đều hiện ra rất chân thật. Ngay cả vấn đề chừng như khá nhạy cảm là sex, Dương Thụy cũng có cách đề cập độc đáo: hài hước, không che đậy úp mở và không tránh né. Đọc những truyện như thế, không những chẳng thấy rợn bởi sự dung tục, người đọc còn được chia sẻ với Dương Thụy đôi mắt nhìn tươi tắn và trong trẻo"
- Dương Thụy là nhà văn của những thành phố lãng mạn nhất trên thế giới. Đi nhiều và cảm nhận cũng nhiều, cây bút trẻ này đã đưa tất cả vào những cuốn sách của mình: từ khung cảnh tuyệt vời của những đất nước tận trời Âu xa xôi đến rung động tinh tế trong tâm hồn những cô gái Á Đông gần gũi. (Lời Nhà xuất bản Trẻ)
- Với nhiều năm học tập ở nước ngoài và làm việc với các công ty đa quốc gia, Dương Thụy đã cho thấy một kiến thức và vốn sống dồi dào về đề tài đang khai thác. Nhắm mắt thấy Paris tiếp tục khẳng định thế mạnh này của tác giả. (Nhà xuất bản Trẻ).
- Hầu hết tác phẩm của Thụy đều có ít nhiều màu sắc báo chí với nhiều chủ động đưa vào các thông tin về vùng đất, con người, cuộc sống của bối cảnh diễn ra câu chuyện. Chúng ta có đầy những nhà văn phức tạp và đau khổ, nhưng có rất ít người viết văn đơn giản, vui vẻ và hóm hỉnh như Dương Thụy.
- Nhân vật mà Dương Thụy xây dựng nên thường là những người Việt trẻ. Đất nước thời kỳ mở cửa, hội nhập, các bạn trẻ đã được đi và trải nghiệm nhiều hơn và họ lại giúp cho những người ít có điều kiện đi hiểu thêm về đất nước, con người và cả văn hóa thế giới. Và Dương Thụy góp nhặt tất cả những điều đó, cộng thêm vốn sống góp nhặt được khi du hành trời Tây, đã hình thành nên những câu chuyện sinh động, hấp dẫn, giúp độc giả khám phá nhiều điều mới, lạ về cuộc sống của cộng đồng người Việt ở nước ngoài, về văn hóa các nước... Truyện của Dương Thụy có cốt truyện, nhân vật rõ ràng, lôi cuốn người đọc như xem từng thước phim nhanh chính cuộc sống đang hối hả. Những nhân vật chị đề cập đến có tính cách rõ ràng, được xây dựng trong những hoàn cảnh điển hình.
- Tiểu thuyết "Nhắm mắt thấy Paris" của nhà văn Dương Thụy là "một thiên tình ái" vừa lãng đãng mơ màng với những nhân vật đẹp như trong mộng, vừa mang hơi thở rạo rực của cuộc sống đô thị hiện đại. Độc giả sẽ được du ngoạn qua nhiều thành phố châu Á và châu Âu, mà tâm điểm sẽ là một " Paris của rạng đông" đầy đủ các cung bậc cảm xúc (Lời Nhà xuất bản Trẻ).[3]

## Chia sẻ của tác giả
"Tôi sinh năm 1975 tại Sài Gòn và rất hạnh phúc được làm "người Sài Gòn" sau ngày đất nước thống nhất.... Sau hai năm học tôi có bằng MBA (Thạc sĩ Quản trị Kinh doanh) nhưng lại không đi làm cho doanh nghiệp mà trở thành phóng viên của báo Sinh Viên Việt Nam-Hoa Học Trò với mong muốn được "dấn thân"... Đã hơn mười năm kể từ ngày tôi viết truyện ngắn đầu tay và cảm giác hồi hộp, xúc động, hạnh phúc khi thấy truyện mình được in vẫn còn nguyên vẹn. Tôi sẽ tiếp tục viết, như tôi đã luôn viết từ bao năm nay..